# Antoine Olivier Pilon
Antoine-Olivier Pilon (Montréal, 23 giugno 1997) è un attore canadese.

## Biografia
Nato a Montréal, all'età di quattro anni Pilon si è spostato con la famiglia a Port-Daniel–Gascons, un piccolo paese nella Gaspésie-Îles-de-la-Madeleine del Québec, per poi fare ritorno a Montréal all'età di dieci anni. Nel 2009, all'età di dodici anni, Pilon ha ottenuto il suo primo lavoro recitando in uno spot pubblicitario sull'emittente sportiva franco-canadese RDS. Nel 2010 ha interpretato il ruolo principale di Frisson nel film Frisson des collines.
Tra il 2012 e il 2013 ha preso parte a varie serie televisive, interpretando il ruolo principale di William nella serie Les Argonautes, trasmessa da Télé-Québec e il ruolo di Clovis nella serie Mémoires vives trasmessa da ICI Radio-Canada Télé. Inoltre ha preso parte alla seconda stagione di Tactik di Télé-Québec, ha interpretato il ruolo Janeau Trudel nel film Les Pee-Wee 3D: L'hiver qui a changé ma vie di Éric Tessier.
Nel 2013 è apparso nel video musicale di College Boy degli Indochine, diretto da Xavier Dolan. In seguito Dolan lo ha scelto per interpretare il protagonista Steve Després nel suo film Mommy, uscito nel 2014 e che ha vinto il premio della giuria al Festival di Cannes 2014. Nel 2014 ha interpretato il ruolo di Vincent Beaucage nella serie Subito texto.

## Filmografia

### Cinema
- Frisson des collines, regia di Richard Roy (2010)
- Les Pee-Wee 3D: L'hiver qui a changé ma vie, regia di Éric Tessier (2012)
- Laurence Anyways e il desiderio di una donna..., regia di Xavier Dolan (2012)
- Mommy, regia di Xavier Dolan (2014)
- Nitro Rush, regia di Alain Desrochers (2016)
- 1:54, regia Yan England (2016)
- Youtopia, regia di Berardo Carboni (2018)
- Trappola infernale (Target Number One), regia di Daniel Roby (2020)

### Televisione
- Tactik - serie TV (2012-2013)
- Les Argonautes - serie TV (2013)
- Mémoires vives - serie TV, 46 episodi (2013-2015)
- Subito texto - serie TV (2014)

## Videografia
- College Boy degli Indochine

## Riconoscimenti
- 2012 – Young Artist Award[2]
  - Miglior attore protagonista in un lungometraggio internazionale, per Frisson des collines

- 2013 – Young Artist Award[3]
  - Miglior attore in un lungometraggio internazionale, per Les Pee-Wee 3D: L'hiver qui a changé ma vie

- 2014 – Festival international du film francophone de Namur[4]
  - Miglior attore, per Mommy

- 2015 – Satellite Award
  - Rivelazione dell'anno, per Mommy

- 2015 – Jutra Awards[5]
  - Miglior attore, per Mommy

- 2015 – Vancouver Film Critics Circle[6]
  - Miglior attore in un film canadese, per Mommy

- 2015 – Canadian Screen Award[7]
  - Miglior attore protagonista